# Lista de compositores da Polónia
Esta é uma lista de compositores polacos:
- Século XIX
  - Frederic Chopin, (1810-1849)
  - Stanislaw Moniuszko

- Século XX
  - Mieczysław Karłowicz
  - Karol Szymanowski, (1882-1937)
  - Grażyna Bacewicz
  - Krzysztof Komeda
  - Witold Lutosławski
  - Andrzej Panufnik
  - Kystyna Moszumańska-Nazar
  - Krzysztof Penderecki, (nascido em 1933)
  - Henryk Mikołaj Górecki
  - Zygmunt Konieczny
  - Wojciech Kilar
  - Andrzej Koszewski
  - Zbigniew Bujarski
  - Marek Stachowski
  - Krzysztof Meyer
  - Marta Ptaszyńska
  - Zbigniew Preisner
  - Jan A.P. Kaczmarek

Ver também: Lista de polacos famosos